# Émile Ollivier (schrijver)
Émile Ollivier (1940-2002) is een Franstalig Canadees schrijver van Haïtiaanse origine. Hij is lid van de Académie des lettres du Québec.
- Biblioteca Nacional de España: XX1684392
- Bibliothèque nationale de France: cb12004517h (data)
- Gemeinsame Normdatei: 120498626
- International Standard Name Identifier: 0000 0001 1030 5455
- Library of Congress Control Number: n85302944
- Nationale Bibliotheek van Tsjechië: mzk2017964514
- Nationale Bibliotheek van Israël: 987007398274505171
- Nederlandse Thesaurus van Auteursnamen: 073074322
- Istituto Centrale per il Catalogo Unico: IEIV061241
- Système universitaire de documentation: 028153995
- Trove: 1300729
- Virtual International Authority File: 87423596
- WorldCat: E39PBJdh4GbTJGYCdv33dCkxDq

1. ↑  http://tout-monde.com/prixcarbet.html.